# خوسيه ميراكا
خوسيه ميراكا (بالإسبانية: José Miracca)‏ (1903 – تاريخ الوفاة غير معلوم) لاعب كرة قدم باراغواياني راحل كان يجيد اللعب في خط الدفاع .
لعب طوال مسيرته الرياضية في نادي ناسيونال . شارك مع منتخب الباراغواي في بطولة كأس العالم 1930 في الأوروغواي .

## روابط خارجية
- خوسيه ميراكا على موقع الاتحاد الدولي (مؤرشف)  (الإنجليزية)
- خوسيه ميراكا على موقع قاعدة بيانات كرة القدم.إي يو (الإنجليزية)
- خوسيه ميراكا على موقع ناشيونال فوتبول تيمز (الإنجليزية)
- خوسيه ميراكا على موقع Soccerway.com (الإنجليزية)
- خوسيه ميراكا على موقع عالم كرة القدم.نت (الإنجليزية)